# Бугуян
Бугуя́н (чув. Пӑкӑян) — посёлок в Ибресинском районе Чувашской Республики. Административный центр Кировского сельского поселения.

## География
Находится в центральной части Чувашии на расстоянии приблизительно 14 км на запад по прямой от районного центра посёлка Ибреси.

## История
Посёлок образован в 1929 году выходцами из деревни Ягутли Канашского района. В 1929 году учтено дворов 19 и жителей 104, в 1939 382 жителя, в 1970 году — 466, в 1979 году — 353. В 2002 году отмечено 107 дворов, а в 2010 128.

## Население
Население составляло 419 человек (чуваши 96 %) в 2002 году, 373 в 2010.